# Schnabrichsmühle
Schnabrichsmühle ist ein Gemeindeteil des Marktes Steinwiesen im Landkreis Kronach (Oberfranken, Bayern).

## Geographie
Die Einöde liegt am rechten Ufer der Rodach. Unmittelbar südlich mündet die Wilde Rodach als linker Zufluss in die Rodach. Der Ort liegt direkt an der Bundesstraße 173, die nach Erlabrück (0,2 km westlich) bzw. nach Hammer bei Wallenfels (1,6 km östlich) führt, und an der Staatsstraße 2207, die von Erlabrück nach Steinwiesen führt (2,7 km nordöstlich).

## Geschichte
Gegen Ende des 18. Jahrhunderts bestand Schnabrichsmühle aus einem Anwesen. Das Hochgericht übte das bambergische Centamt Wallenfels aus. Die Grundherrschaft über die Schneidmühle mit zugehörigem Haus hatte das Rittergut Türschnitz inne.
Mit dem Gemeindeedikt wurde Schnabrichsmühle dem 1808 gebildeten Steuerdistrikt Steinwiesen und der 1818 gebildeten Ruralgemeinde Steinwiesen zugewiesen.
Aus der Schnabrichsmühle entstand das Sägewerk Anton Gleich. Im Frühjahr 2014 verursachte ein Großbrand einen Schaden in Millionenhöhe.
Am 27. September 2021 versuchte der Betreiber des Sägewerks ein Ölfass umzulagern. Dabei fiel das Fass um  und platzte auf. Knapp 1000 Liter Teeröl gerieten in die Rodach. Dies führte zu einem Fischsterben. In den ersten 400 bis 500 Metern flussabwärts der Unglücksstelle mmussten die nichtlöslichen und extrem krebserregenden Bestandteile des Gemischs, die auf den Boden des Flusses abgesunken sind, entfernt werden.

### Einwohnerentwicklung
| Jahr      | 001818 | 001861 | 001871 | 001885 | 001900 | 001925 | 001950 | 001961 | 001970 | 001987 |
| Einwohner |        | 8      | 8      | 8      | 4      | 5      | 3      | 2      | 2      | 0      |
| Häuser    | 1      |        |        | 1      | 1      | 1      | 1      | 1      |        | 1      |
| Quelle    | [ 5 ]  | [ 10 ] | [ 11 ] | [ 12 ] | [ 13 ] | [ 14 ] | [ 15 ] | [ 16 ] | [ 17 ] | [ 1 ]  |

## Religion
Der Ort ist römisch-katholisch geprägt und nach Mariä Geburt (Steinwiesen) gepfarrt.